# Willi Fischer (homme politique)
Pour les articles homonymes, voir Fischer.
Willi Fischer (né le 15 novembre 1920 à Mayen et mort le 2 septembre 1991 à Worms) est un homme politique allemand (SPD). 

## Biographie
Fischer rejoint le NSDAP en 1938 (numéro de membre 7127773). De 1939 à 1945, il est dans la Wehrmacht. 
De 1945 à 1948, il étudie le droit, puis de 1950 à 1953, il travaille comme directeur général dans l'industrie automobile et des huiles minérales. Fischer rejoint le SPD en 1949, est secrétaire à la protection juridique au DGB Neuwied de 1953 à 1958 et maire de Bad Hönningen de 1958 à 1963. Il est ensuite de 1963 à 1969 administrateur de l'arrondissement de Worms. Fischer est député du Bundestag de 1969 à 1980 pour la circonscription de Worms. 

## Distinctions
- Croix d'officier de l'ordre du Mérite